# گونتارس کراستس
گونتارس کراستس (انگلیسی: Guntars Krasts؛ زادهٔ ۱۶ اکتبر ۱۹۵۷) یک سیاست‌مدار اهل لتونی است.وی از اوت ۱۹۹۷ تا نوامبر ۱۹۹۸ نخست‌وزیر این کشور بود.